# Diagramme de Nolan

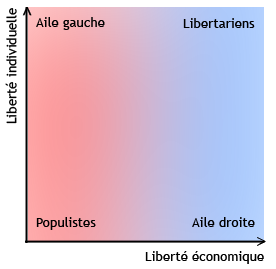
Diagramme de Nolan

Le diagramme de Nolan est un diagramme politique créé par le libertarien David Nolan. Ce dernier l'a utilisé pour mettre en valeur sa philosophie qui promouvrait à la fois les « libertés économiques » et les « libertés individuelles ». Les deux axes du graphique représentent les deux grandes options politiques américaines : le « libéralisme » au sens américain c'est-à-dire la gauche, qui, selon Nolan, préconise seulement les libertés individuelles (incluant des droits subjectifs étendus), et le « conservatisme » de droite, qui, selon lui, préconise seulement les libertés économiques[réf. nécessaire].

Diagramme de Nolan en anglais, sous sa forme originale.

La partie supérieure gauche du diagramme de Nolan (avec l'adhésion aux libertés individuelles placée verticalement et l'adhésion aux libertés économiques horizontalement) correspondrait en Europe à la social-démocratie ; la partie inférieure gauche représenterait ceux que Nolan a baptisé les « populistes » ou étatistes, en quelque sorte ceux qui prôneraient une idéologie contraire à celle des libéraux sur ces deux aspects (voir à ce sujet les critiques formulées contre ce diagramme) ; les communautariens en feraient également partie[réf. souhaitée]. 

## Critique
Les détracteurs de ce diagramme (et de ce genre de diagrammes en général) pensent qu'il représente au mieux une illustration pseudo-scientifique d'un point de vue politique. Les points essentiels du diagramme sont d'une généralisation trop simplifiée, même s'ils ne le sont pas autant que l'axe droite-gauche unidimensionnel; les libertés économiques et les libertés individuelles sont souvent inextricables.

## Voir aussi

Une variation utilisant les codages politiques traditionnels (rouge/bleu) et les oppositions.